# Lijst van voetbalinterlands Joegoslavië - Tsjecho-Slowakije
Deze lijst van voetbalinterlands is een overzicht van alle officiële voetbalwedstrijden tussen de nationale teams van Joegoslavië en Tsjecho-Slowakije. De landen speelden in totaal 30 keer tegen elkaar. De eerste ontmoeting, een wedstrijd tijdens de Olympische Zomerspelen 1920, werd gespeeld in Antwerpen (België). Het laatste duel, een vriendschappelijke wedstrijd, vond plaats op 6 juli 1972 in São Paulo (Brazilië).

## Wedstrijden
| №  | Plaats       | Datum             | Competitie        | Wedstrijd                       | Uitslag |
| -- | ------------ | ----------------- | ----------------- | ------------------------------- | ------- |
| 1  | Antwerpen    | 28 augustus 1920  | OS 1920           | Tsjecho-Slowakije – Joegoslavië | 7 – 0   |
| 2  | Praag        | 28 oktober 1921   | Vriendschappelijk | Tsjecho-Slowakije – Joegoslavië | 6 – 1   |
| 3  | Zagreb       | 28 juni 1922      | Vriendschappelijk | Joegoslavië – Tsjecho-Slowakije | 4 – 3   |
| 4  | Praag        | 28 oktober 1923   | Vriendschappelijk | Tsjecho-Slowakije – Joegoslavië | 4 – 4   |
| 5  | Zagreb       | 28 september 1924 | Vriendschappelijk | Joegoslavië – Tsjecho-Slowakije | 0 – 2   |
| 6  | Praag        | 28 oktober 1925   | Vriendschappelijk | Tsjecho-Slowakije – Joegoslavië | 7 – 0   |
| 7  | Zagreb       | 28 juni 1926      | Vriendschappelijk | Joegoslavië – Tsjecho-Slowakije | 2 – 6   |
| 8  | Belgrado     | 31 juli 1927      | Vriendschappelijk | Joegoslavië – Tsjecho-Slowakije | 1 – 1   |
| 9  | Praag        | 28 oktober 1927   | Vriendschappelijk | Tsjecho-Slowakije – Joegoslavië | 5 – 3   |
| 10 | Praag        | 28 oktober 1928   | Vriendschappelijk | Tsjecho-Slowakije – Joegoslavië | 7 – 1   |
| 11 | Zagreb       | 28 juni 1929      | Vriendschappelijk | Joegoslavië – Tsjecho-Slowakije | 3 – 3   |
| 12 | Praag        | 28 oktober 1929   | Vriendschappelijk | Tsjecho-Slowakije – Joegoslavië | 4 – 3   |
| 13 | Belgrado     | 2 augustus 1931   | Vriendschappelijk | Joegoslavië – Tsjecho-Slowakije | 2 – 1   |
| 14 | Praag        | 9 oktober 1932    | Vriendschappelijk | Tsjecho-Slowakije – Joegoslavië | 2 – 1   |
| 15 | Zagreb       | 6 augustus 1933   | Vriendschappelijk | Joegoslavië – Tsjecho-Slowakije | 2 – 1   |
| 16 | Praag        | 2 september 1934  | Vriendschappelijk | Tsjecho-Slowakije – Joegoslavië | 3 – 1   |
| 17 | Belgrado     | 6 september 1935  | Vriendschappelijk | Joegoslavië – Tsjecho-Slowakije | 0 – 0   |
| 18 | Praag        | 3 oktober 1937    | Vriendschappelijk | Tsjecho-Slowakije – Joegoslavië | 5 – 4   |
| 19 | Zagreb       | 28 augustus 1938  | Vriendschappelijk | Joegoslavië – Tsjecho-Slowakije | 1 – 3   |
| 20 | Praag        | 9 mei 1946        | Vriendschappelijk | Tsjecho-Slowakije – Joegoslavië | 0 – 2   |
| 21 | Belgrado     | 29 september 1946 | Vriendschappelijk | Joegoslavië – Tsjecho-Slowakije | 4 – 2   |
| 22 | Praag        | 11 mei 1947       | Vriendschappelijk | Tsjecho-Slowakije – Joegoslavië | 3 – 1   |
| 23 | Belgrado     | 30 september 1956 | Vriendschappelijk | Joegoslavië – Tsjecho-Slowakije | 1 – 2   |
| 24 | Bratislava   | 18 mei 1957       | Vriendschappelijk | Tsjecho-Slowakije – Joegoslavië | 1 – 0   |
| 25 | Viña del Mar | 13 juni 1962      | WK 1962           | Tsjecho-Slowakije – Joegoslavië | 3 – 1   |
| 26 | Zagreb       | 3 november 1963   | Vriendschappelijk | Joegoslavië – Tsjecho-Slowakije | 2 – 0   |
| 27 | Praag        | 17 mei 1964       | Vriendschappelijk | Tsjecho-Slowakije – Joegoslavië | 2 – 3   |
| 28 | Belgrado     | 19 oktober 1966   | Vriendschappelijk | Joegoslavië – Tsjecho-Slowakije | 1 – 0   |
| 29 | Bratislava   | 27 april 1968     | Vriendschappelijk | Tsjecho-Slowakije – Joegoslavië | 3 – 0   |
| 30 | São Paulo    | 6 juli 1972       | Vriendschappelijk | Tsjecho-Slowakije – Joegoslavië | 1 – 2   |

## Samenvatting
| Competitie        | Totaal gespeeld | Winst Joegoslavië | Gelijk | Winst Tsjecho-Slowakije | Doelsaldo Joegoslavië – Tsjecho-Slowakije |
| ----------------- | --------------- | ----------------- | ------ | ----------------------- | ----------------------------------------- |
| WK-eindronde      | 1               | 0                 | 0      | 1                       | 1 − 3                                     |
| Olympische Spelen | 1               | 0                 | 0      | 1                       | 0 − 7                                     |
| Vriendschappelijk | 28              | 15                | 4      | 9                       | 87 − 39                                   |
| Totaal            | 30              | 15                | 4      | 11                      | 88 − 49                                   |

## Details

### Eerste ontmoeting
| Olympische Spelen 1920 (Antwerpen, België, 28 augustus 1920): |              | |
| Tsjecho-Slowakije | 7 – 0        | Joegoslavië |
| Jan Vaník 20' Antonín Janda 34' Josef Sedláček 43' Jan Vaník 46' Antonín Janda 50' Antonín Janda 75' Jan Vaník 79' (pen.)                                                      | goals        | |
| Josef Fanta | bondscoach   | Veljko Ugrinić |
| Rudolf Klapka Antonin Hojer Miroslav Pospíšil František Kolenatý Karel Pešek Antonín Perner Josef Sedláček Antonín Janda Václav Pilát Jan Vaník Otakar Škvajn                  | opstellingen | Dragutin Vrđuka Jaroslav Šifer Vjekoslav Župančić Stanko Tavčar Slavin Cindrić Rudolf Rupec Dragutin Vragović Artur Dubravčić Emil Perška Ivan Granec Jovan Ružić |
| | wissels      | |
| - Op twee na (doelman Rudolf Klapka (SK Viktoria Žižkov) en aanvaller Jan Vaník (SK Slavia Praag) alle spelers van Tsjecho-Slowakije speelden clubvoetbal bij AC Sparta Praag. |              | |